# Bisdom Mati
Het bisdom Mati (Latijn: Dioecesis Matiensis) is een rooms-katholiek bisdom met als zetel Mati, op de Filipijnen. Het omvat de provincie Davao Oriental. Het bisdom is suffragaan aan het aartsbisdom Davao. 

## Geschiedenis
Het bisdom werd opgericht op 16 februari 1984, uit delen van het bisdom Tagum. 

## Parochies
Het bisdom had in 2021 een oppervlakte van 5.164 km2 en telde 527.666 inwoners waarvan 64,0% rooms-katholiek was.

## Bisschoppen
- Patricio Hacbang Alo (9 november 1984 - 19 oktober 2014)
- Abel Cahiles Apigo (10 februari 2018 - heden)

## Galerij van afbeeldingen

Wapen van het bisdom

Davao (aartsbisdom) · Digos · Mati · Tagum